# Apteronotus albifrons
Apteronotus albifrons är en fiskart som först beskrevs av Carl von Linné 1766.  Apteronotus albifrons ingår i släktet Apteronotus och familjen Apteronotidae. Inga underarter finns listade i Catalogue of Life.

## Bildgalleri

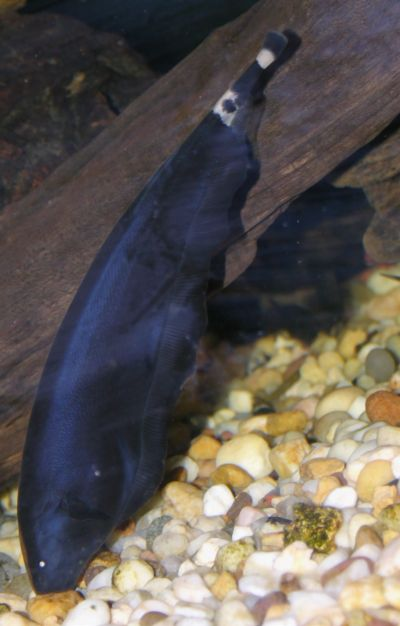
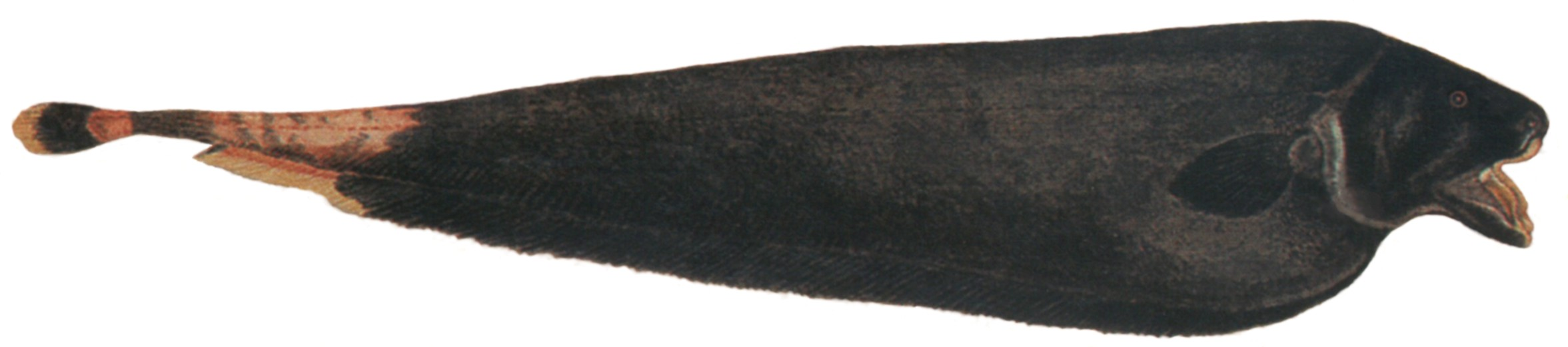
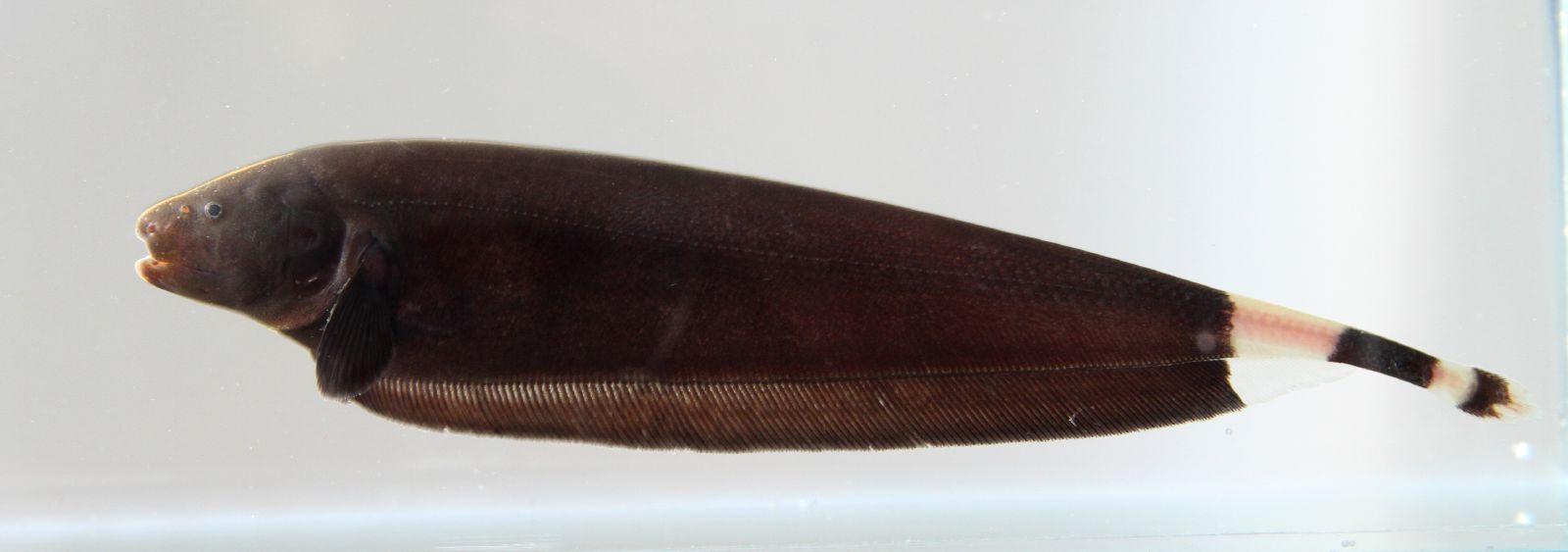